# Comando de la Infantería de Marina (Argentina)
El Comando de la Infantería de Marina (COIM) es un comando de la Infantería de Marina de la Armada Argentina (IMARA), con asiento en la Base Naval Puerto Belgrano, provincia de Buenos Aires.

## Historia
El Comando de la Infantería de Marina se creó hacia 1969 tras la disolución del Comando General de Infantería de Marina durante una reorganización de la Armada.

### Guerra de las Malvinas

#### Operación Rosario

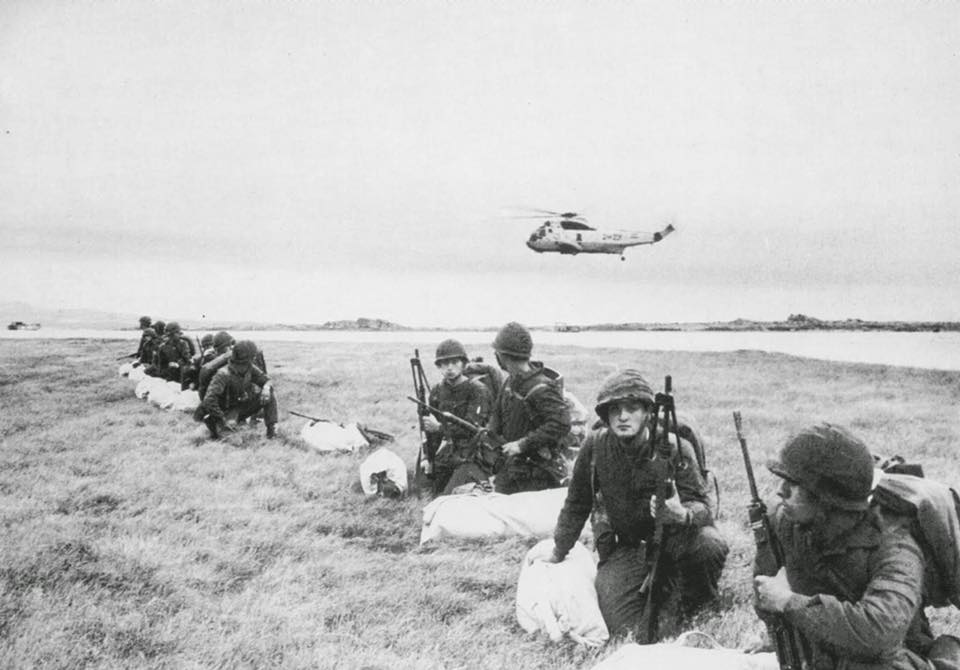
Infantes de marina argentinos en la Operación Rosario.

El 23 de marzo de 1982 la Junta Militar ordenó mediante el Acta N.º 4 «M»/82 la recuperación de las islas Malvinas. Para esto, el Comando de la Infantería de Marina (COIM) formó la Fuerza de Desembarco (Grupo de Tareas 40.1), la que ejecutó un asalto anfibio en Stanley.
El Comando de la Infantería de Marina condujo la Operación Rosario. La invasión de las islas Malvinas, ocupadas por el Reino Unido, inició la guerra de las Malvinas. El contraalmirante Carlos Büsser condujo la Fuerza de Desembarco.

#### Defensa del archipiélago

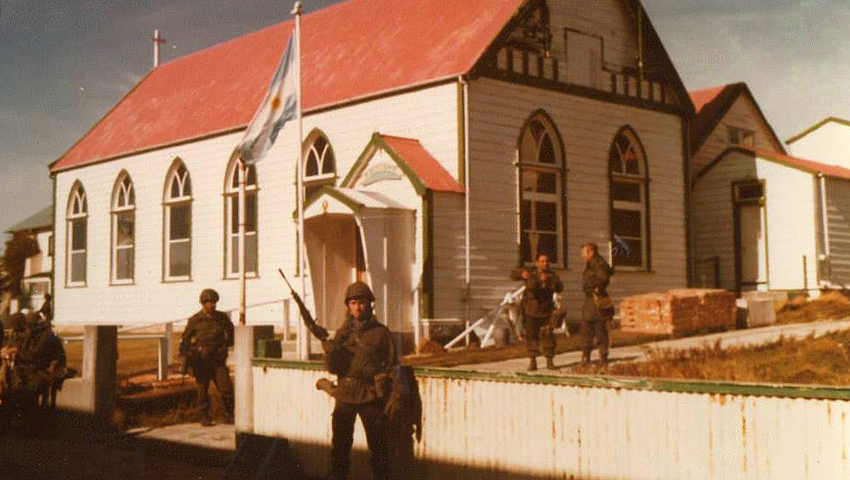
Infantes de marina en la Iglesia de Santa María.

El contraalmirante Büsser resolvió el despliegue del Batallón de Infantería de Marina N.º 5 (BIM N.º 5). La unidad con asiento en Río Grande y bajo el comando del capitán de fragata Carlos Robacio era la más capacitada para combatir en las Malvinas. El comandante de la IM decidió también reforzar al Batallón con una batería del Batallón de Artillería de Campaña N.º 1 y un grupo de perros de guerra de Puerto Belgrano.
El COIM envió una compañía de ametralladoras calibre 12,7 mm para el BIM N.º 5. Al llegar a las islas se dividió a la compañía en tres secciones pese a la intención contraria de Büsser. Una se destinó al Batallón 5, otra al Regimiento de Infantería 7 del Ejército y la otra a la península Camber.
Ante el requerimiento del comandante de la Aviación Naval contraalmirante Carlos García Boll de una sección de infantería de marina para la seguridad de la Estación Aeronaval Calderón, el contraalmirante Büsser envió una compañía del Batallón de Infantería de Marina N.º 3. La compañía arribó a Puerto Argentino/Stanley y corrió la misma suerte que la compañía de ametralladoras. Se la dividió en tres secciones de las cuales una se destinó a Calderón mientras las otras dos se repartieron a otros lugares. Büsser desconocía quien decidía estos cambios en sus unidades.

Desplegadas las unidades al archipiélago, el Comando dispuso la formación de dos batallones de infantería de marina nuevos: el BIM N.º 6 y BIM N.º 7. Uno se constituyó con personal de la Escuela de Suboficiales de Infantería de Marina y el otro personal del Batallón de Seguridad de la Base Naval Puerto Belgrano y Batallón Comando-BICO-12,7.

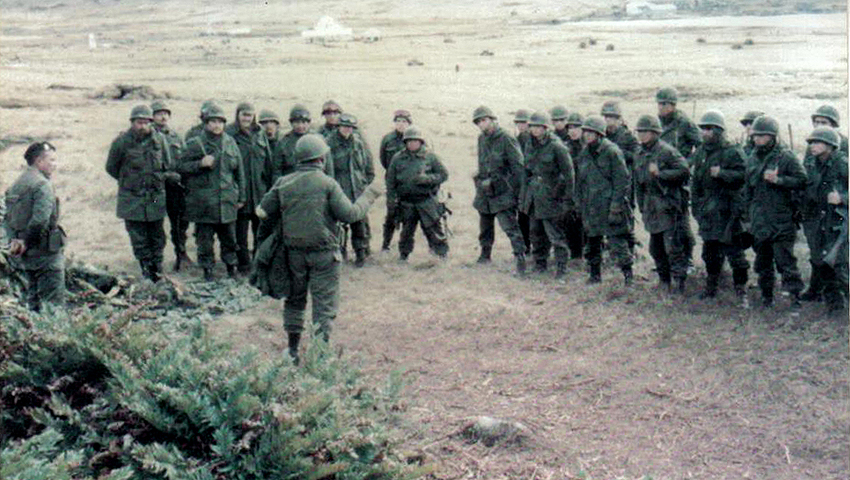
Infantería de Marin

## Funciones
Al principio dependió del Comando de Operaciones Navales. En el presente depende del Comando de Adiestramiento y Alistamiento de la Armada.

#### Libros
- Yofre, Juan Bautista (2011). 1982: los documentos secretos de la guerra de Malvinas/Falklands y el derrumbe del Proceso (2.ª edición). Buenos Aires: Sudamericana. ISBN 978-950-07-36664.

#### Publicaciones
- Büsser, Carlos A. C. (2007a). «Reflexiones y experiencias sobre la recuperación de las Malvinas». Boletín del Centro Naval CXXV (816). ISSN 0009-0123.
- Büsser, Carlos A. C. (2007b). «Reflexiones y experiencias sobre la actuación de la Infantería de Marina en la defensa de las islas Malvinas en 1982». Boletín del Centro Naval CXXV (818). ISSN 0009-0123.
- Delamer, Guillermo; Oyarzábal, Guillermo; Montenegro, Guillermo J.; Bergallo, Jorge; Santillán, Haroldo (2010). «Evolución del pensamiento estratégico naval argentino a lo largo de la historia (parte 1)». Boletín del Centro Naval CXXVIII (828). ISSN 0009-0123.
- Delamer, Guillermo; Oyarzábal, Guillermo; Montenegro, Guillermo J.; Bergallo, Jorge; Santillán, Haroldo (2011). «Evolución del pensamiento estratégico naval argentino a lo largo de la historia (parte 2)». Boletín del Centro Naval CXXIX (829). ISSN 0009-0123.

- Datos: Q103838864